# Список населённых мест Хотинского уезда
Список составлен по данным «Иллюстрированного адрес-календаря Бессарабской губернии», выпущенного Бессарабским губернским статистическим комитетом в 1914 году. Сопоставление названий населённых пунктов и определение их современной территориальной принадлежности производилось с использованием «Специальной карты Европейской России» И. А. Стрельбицкого (1865—1871) и виртуальных атласов[каких?].
По состоянию на 1914 год Хотинский уезд состоял из 12 волостей. Площадь уезда составляла 3 985,2 км2, население 307 959 человек (1896).

## Бричанская волость
| Населённый пункт | Статус   | Современное название | Современная территориальная принадлежность     |
| ---------------- | -------- | -------------------- | ---------------------------------------------- |
| Балкоуцы         | село     | Бэлкэуць             | Бричанский район Молдавии                      |
| Болбоки          | село     | Булбоака             | Бричанский район Молдавии                      |
| Бричаны          | местечко | Бричаны              | Бричанский район Молдавии                      |
| Гинкоуцы         | село     | Хинкэуць             | Единецкий район Молдавии                       |
| Глиная           | село     | Хлиная               | Единецкий район Молдавии                       |
| Глиная-Кокочены  | посёлок  | Хлиная Микэ          | Единецкий район Молдавии                       |
| Гриманкоуцы      | село     | Гримэнкэуць          | Бричанский район Молдавии                      |
| Грубна           | село     | Грубна               | Сокирянский район Черновицкой области Украины  |
| Колинкоуцы       | село     | Коликэуць            | Бричанский район Молдавии                      |
| Корестоуцы       | село     | Корестэуць           | Окницкий район Молдавии                        |
| Лукачены         | деревня  | Лукачовка            | Кельменецкий район Черновицкой области Украины |
| Маркоуцы         | село     | Мэркэуць             | Бричанский район Молдавии                      |
| Михайляны        | деревня  | Михайлены            | Бричанский район Молдавии                      |
| Новоселица       | село     | Новоселица           | Кельменецкий район Черновицкой области Украины |
| Паладия          | деревня  | Паладя               | Окницкий район Молдавии                        |
| Ротунда          | село     | Ротунда              | Единецкий район Молдавии                       |
| Росошаны         | село     | Росошаны             | Кельменецкий район Черновицкой области Украины |
| Табаны           | село     | Табаны               | Бричанский район Молдавии                      |
| Требисоуцы       | село     | Требисэуць           | Бричанский район Молдавии                      |
| Чепелеуцы        | село     | Чепелеуць            | Единецкий район Молдавии                       |

## Грозинская волость
| Населённый пункт | Статус  | Современное название | Современная территориальная принадлежность      |
| ---------------- | ------- | -------------------- | ----------------------------------------------- |
| Баламутовка      | село    | Баламутовка          | Заставновский район Черновицкой области Украины |
| Бочкоуцы         | село    | Бочковцы             | Хотинский район Черновицкой области Украины     |
| Гримешты         | деревня | Ржавинцы             | Заставновский район Черновицкой области Украины |
| Грозинцы         | село    | Грозинцы             | Хотинский район Черновицкой области Украины     |
| Должок           | село    | Должок               | Новоселицкий район Черновицкой области Украины  |
| Коленкоуцы       | село    | Коленковцы           | Хотинский район Черновицкой области Украины     |
| Малинцы          | село    | Малинцы              | Хотинский район Черновицкой области Украины     |
| Онут             | деревня | Онут                 | Заставновский район Черновицкой области Украины |
| Поле-Онут        | деревня | Онут                 | Заставновский район Черновицкой области Украины |
| Перебийковцы     | деревня | Перебыковцы          | Хотинский район Черновицкой области Украины     |
| Ржавинцы         | деревня | Ржавинцы             | Заставновский район Черновицкой области Украины |
| Санкоуцы         | деревня | Санковцы             | Хотинский район Черновицкой области Украины     |
| Шиловцы          | деревня | Шиловцы              | Хотинский район Черновицкой области Украины     |
| Шишковцы         | деревня | Шишковцы             | Новоселицкий район Черновицкой области Украины  |

## Данкоуцкая волость
| Населённый пункт | Статус  | Современное название | Современная территориальная принадлежность     |
| ---------------- | ------- | -------------------- | ---------------------------------------------- |
| Анадолы          | деревня | Анадолы              | Хотинский район Черновицкой области Украины    |
| Ворничаны        | деревня | Ворничаны            | Хотинский район Черновицкой области Украины    |
| Данкоуцы         | село    | Данковцы             | Хотинский район Черновицкой области Украины    |
| Дарабаны         | село    | не существует        | Хотинский район Черновицкой области Украины    |
| Долиняны         | село    | Долиняны             | Хотинский район Черновицкой области Украины    |
| Долиняны         | посёлок | Долиняны             | Хотинский район Черновицкой области Украины    |
| Каплевка         | село    | Каплевка             | Хотинский район Черновицкой области Украины    |
| Круглик          | село    | Круглик              | Хотинский район Черновицкой области Украины    |
| Левинцы          | село    | Левинцы              | Кельменецкий район Черновицкой области Украины |
| Пашкоуцы         | село    | Пашковцы             | Хотинский район Черновицкой области Украины    |
| Ставчаны         | село    | Ставчаны             | Хотинский район Черновицкой области Украины    |
| Ставчаны         | посёлок | Ставчаны             | Хотинский район Черновицкой области Украины    |
| Толбуряны        | село    | Крутеньки            | Хотинский район Черновицкой области Украины    |

## Единецкая волость
| Населённый пункт       | Статус   | Современное название | Современная территориальная принадлежность |
| ---------------------- | -------- | -------------------- | ------------------------------------------ |
| Новые Бедражи          | село     | Бэдраджий Ной        | Единецкий район Молдавии                   |
| Старые Бедражи         | село     | Бэдраджий Векь       | Единецкий район Молдавии                   |
| Безеда                 | деревня  | Безеда               | Бричанский район Молдавии                  |
| Богданешты             | село     | Богдэнешть           | Бричанский район Молдавии                  |
| Боздюжаны              | деревня  | Буздуджень           | Единецкий район Молдавии                   |
| Бурланешты             | село     | Бурлэнешть           | Единецкий район Молдавии                   |
| Виишоры                | село     | Виишоара             | Единецкий район Молдавии                   |
| Гередевка              | деревня  |                      | Единецкий район Молдавии                   |
| Гординешты             | село     | Гординешты           | Единецкий район Молдавии                   |
| Гримешты               | деревня  | Гримешты             | Бричанский район Молдавии                  |
| Единцы                 | местечко | Единец               | Единецкий район Молдавии                   |
| Каракушаны             | село     | Каракушений Векь     | Бричанский район Молдавии                  |
| Константиновка         | село     | Константиновка       | Единецкий район Молдавии                   |
| Коржеуцы               | село     | Коржеуцы             | Бричанский район Молдавии                  |
| Лопатник               | село     | Лопатник             | Единецкий район Молдавии                   |
| Трестьяны              | деревня  | Трестиень            | Бричанский район Молдавии                  |
| Тринка                 | село     | Тринка               | Единецкий район Молдавии                   |
| Тырновка               | село     | Тырнова              | Единецкий район Молдавии                   |
| Фитешты                | село     | Фетешть              | Единецкий район Молдавии                   |
| Холохоры владельческие | деревня  | Халахора де Жос      | Бричанский район Молдавии                  |
| Холохоры казённые      | деревня  | Халахора де Сус      | Бричанский район Молдавии                  |

## Кельменецкая волость
| Населённый пункт   | Статус   | Современное название | Современная территориальная принадлежность     |
| ------------------ | -------- | -------------------- | ---------------------------------------------- |
| Атаки (рестевские) | пристань | Днестровка           | Кельменецкий район Черновицкой области Украины |
| Бабино             | село     | Бабин                | Кельменецкий район Черновицкой области Украины |
| Бурдюк             | село     | Бурдюг               | Кельменецкий район Черновицкой области Украины |
| Бузовица           | село     | Бузовица             | Кельменецкий район Черновицкой области Украины |
| Бырнова            | село     | Берново              | Кельменецкий район Черновицкой области Украины |
| Вартикоуцы         | село     | Вартиковцы           | Кельменецкий район Черновицкой области Украины |
| Волчинец           | село     | Волчинец             | Кельменецкий район Черновицкой области Украины |
| Вороновица         | село     | Вороновица           | Кельменецкий район Черновицкой области Украины |
| Гайдейская гора    | посёлок  |                      | Кельменецкий район Черновицкой области Украины |
| Грушевцы           | село     | Грушевцы             | Кельменецкий район Черновицкой области Украины |
| Кельменцы          | село     | Кельменцы            | Кельменецкий район Черновицкой области Украины |
| Кишла-Неджимова    | село     | Оселевка             | Кельменецкий район Черновицкой области Украины |
| Коновка            | село     | Коновка              | Кельменецкий район Черновицкой области Украины |
| Ленкоуцы           | село     | Ленковцы             | Кельменецкий район Черновицкой области Украины |
| Макаровка          | село     | Макаровка            | Кельменецкий район Черновицкой области Украины |
| Медвежа (казённое) | село     | Слобозия-Медвежа     | Бричанский район Молдавии                      |
| Мошинец            | село     | Мошанец              | Кельменецкий район Черновицкой области Украины |
| Нагоряны           | село     | Нагоряны             | Кельменецкий район Черновицкой области Украины |
| Нелипоуцы          | село     | Нелиповцы            | Кельменецкий район Черновицкой области Украины |
| Перковцы           | село     | Перковцы             | Кельменецкий район Черновицкой области Украины |
| Путрина            | посёлок  | Путрино              | Кельменецкий район Черновицкой области Украины |
| Рестево            | село     | Днестровка           | Кельменецкий район Черновицкой области Украины |
| Савицкая могила    | посёлок  |                      | Кельменецкий район Черновицкой области Украины |
| Селыско            | посёлок  |                      | Кельменецкий район Черновицкой области Украины |

## Клишковская волость
| Населённый пункт                  | Статус  | Современное название | Современная территориальная принадлежность  |
| --------------------------------- | ------- | -------------------- | ------------------------------------------- |
| Владычна                          | село    | Владычна             | Хотинский район Черновицкой области Украины |
| Зарожаны                          | село    | Зарожаны             | Хотинский район Черновицкой области Украины |
| Керстинцы                         | село    | Керстенцы            | Хотинский район Черновицкой области Украины |
| Клишковцы                         | село    | Клишковцы            | Хотинский район Черновицкой области Украины |
| Клишковские млынки                | посёлок | Млынки               | Хотинский район Черновицкой области Украины |
| Поле-Рухотин                      | деревня |                      | Хотинский район Черновицкой области Украины |
| Поляна                            | село    | Поляна               | Хотинский район Черновицкой области Украины |
| Рухотин                           | деревня | Рухотин              | Хотинский район Черновицкой области Украины |
| Широуцы                           | село    | Шировцы              | Хотинский район Черновицкой области Украины |
| Зарожанского промышленного тов-ва | хутор   |                      | Хотинский район Черновицкой области Украины |
| Керстенецкой экономии             | хутор   |                      | Хотинский район Черновицкой области Украины |

## Липканская волость
| Населённый пункт      | Статус   | Современное название | Современная территориальная принадлежность     |
| --------------------- | -------- | -------------------- | ---------------------------------------------- |
| Баласинешты           | село     | Баласинешть          | Бричанский район Молдавии                      |
| Берлинцы              | село     | Берлинцы             | Бричанский район Молдавии                      |
| Белявинцы             | село     | Белявинць            | Бричанский район Молдавии                      |
| Глинка                | деревня  | Хлина                | Бричанский район Молдавии                      |
| Громоздены верхние    | деревня  | Берлинцы             | Бричанский район Молдавии                      |
| Громоздены низшие     | деревня  | Белявинць            | Бричанский район Молдавии                      |
| Дрепкоуцы             | село     | Дрепкэуць            | Бричанский район Молдавии                      |
| Залуча                | деревня  | Липканы              | Бричанский район Молдавии                      |
| Кишло-Замжиево        | село     | Подворьевка          | Кельменецкий район Черновицкой области Украины |
| Кишло-Салиево         | село     | Подворное            | Новоселицкий район Черновицкой области Украины |
| Козыряны (Чебревские) | село     | Козыряны             | Кельменецкий район Черновицкой области Украины |
| Котельна              | село     | Котяла               | Бричанский район Молдавии                      |
| Котюжаны              | село     | Котюжень             | Бричанский район Молдавии                      |
| Кривая                | село     | Крива                | Бричанский район Молдавии                      |
| Ларга                 | село     | Ларга                | Бричанский район Молдавии                      |
| Ларга (полевая)       | хутор    | Ларга                | Бричанский район Молдавии                      |
| Липканы               | местечко | Липканы              | Бричанский район Молдавии                      |
| Медвежа               | село     | Медвежа              | Бричанский район Молдавии                      |
| Зелёная               | село     | Зелёная              | Кельменецкий район Черновицкой области Украины |
| Шора                  | хутор    |                      | Бричанский район Молдавии                      |
| Липканы               | село     | Липканы              | Бричанский район Молдавии                      |
| Замок                 | хутор    |                      | Бричанский район Молдавии                      |
| Павловка              | хутор    |                      | Бричанский район Молдавии                      |
| Перерыта              | село     | Перерита             | Бричанский район Молдавии                      |
| Санкоуцы              | хутор    |                      | Бричанский район Молдавии                      |
| Слободка-Широуцкая    | село     | Слобозия-Ширеуцы     | Бричанский район Молдавии                      |
| Тыцканы               | село     | Тецкань              | Бричанский район Молдавии                      |
| Харабкоуцы            | хутор    |                      | Бричанский район Молдавии                      |
| Чебрево               | деревня  | Дрепкэуць            | Бричанский район Молдавии                      |
| Широуцы               | село     | Ширеуцы              | Бричанский район Молдавии                      |

## Новоселицкая волость
| Населённый пункт | Статус   | Современное название | Современная территориальная принадлежность     |
| ---------------- | -------- | -------------------- | ---------------------------------------------- |
| Берестье         | село     | Берестя              | Новоселицкий район Черновицкой области Украины |
| Ванчикоуцы       | село     | Ванчиковцы           | Новоселицкий район Черновицкой области Украины |
| Ванчинцы         | село     | Ванчинец             | Новоселицкий район Черновицкой области Украины |
| Доноуцы          | село     | Диновцы              | Новоселицкий район Черновицкой области Украины |
| Котылев          | село     | Котелево             | Новоселицкий район Черновицкой области Украины |
| Малинешты        | село     | Малиновка            | Новоселицкий район Черновицкой области Украины |
| Маршинцы         | село     | Маршинцы             | Новоселицкий район Черновицкой области Украины |
| Новоселица       | местечко | Новоселица           | Новоселицкий район Черновицкой области Украины |
| Поле-Ванчикоуцы  | села     | Новоиванковцы (?)    | Новоселицкий район Черновицкой области Украины |
| Ревкоуцы         | село     | Ревковцы             | Новоселицкий район Черновицкой области Украины |
| Рокитна          | село     | Ракитное             | Новоселицкий район Черновицкой области Украины |
| Рынгач           | село     | Рынгач               | Новоселицкий район Черновицкой области Украины |
| Строинцы         | село     | Строинцы             | Новоселицкий район Черновицкой области Украины |
| Тарасоуцы        | село     | Тарасовцы            | Новоселицкий район Черновицкой области Украины |
| Черлено-Маре     | село     | Черленовка           | Новоселицкий район Черновицкой области Украины |

## Романкоуцкая волость
| Населённый пункт    | Статус   | Современное название | Современная территориальная принадлежность     |
| ------------------- | -------- | -------------------- | ---------------------------------------------- |
| Васькоуцы           | село     | Вашковцы             | Сокирянский район Черновицкой области Украины  |
| Витрянка            | село     | Ветрянка             | Сокирянский район Черновицкой области Украины  |
| Карликов            | хутор    | не существует        | Сокирянский район Черновицкой области Украины  |
| Комарово            | село     | Комаров              | Кельменецкий район Черновицкой области Украины |
| Атаки (комаровские) | посёлок  | Комаров              | Кельменецкий район Черновицкой области Украины |
| Кормань             | село     | Кормань              | Сокирянский район Черновицкой области Украины  |
| Кулишовка           | село     | Кулишовка            | Сокирянский район Черновицкой области Украины  |
| Мендыкоуцы          | село     | Алексеевка           | Сокирянский район Черновицкой области Украины  |
| Молодово            | село     | Братановка           | Сокирянский район Черновицкой области Украины  |
| Непоротово          | село     | Непоротово           | Сокирянский район Черновицкой области Украины  |
| Поливанов Шийн      | присёлок | Комаров              | Кельменецкий район Черновицкой области Украины |
| Поливанов Яр        | присёлок | Братановка           | Сокирянский район Черновицкой области Украины  |
| Романкоуцы          | село     | Романковцы           | Сокирянский район Черновицкой области Украины  |
| Селище              | село     | Селище               | Сокирянский район Черновицкой области Украины  |
| Сербичаны           | село     | Сербичаны            | Сокирянский район Черновицкой области Украины  |
| Шебутинцы           | село     | Шебутинцы            | Сокирянский район Черновицкой области Украины  |
| Яноуцы              | село     | Ивановцы             | Кельменецкий район Черновицкой области Украины |

## Рукшинская волость
| Населённый пункт | Статус  | Современное название | Современная территориальная принадлежность  |
| ---------------- | ------- | -------------------- | ------------------------------------------- |
| Хотин            | город   | Хотин                | Хотинский район Черновицкой области Украины |
| Арестовка        | деревня | Орестовка            | Хотинский район Черновицкой области Украины |
| Атаки            | село    | Атаки                | Хотинский район Черновицкой области Украины |
| Гордиуцы         | деревня | Гордовцы             | Хотинский район Черновицкой области Украины |
| Недобоуцы        | село    | Недобоевцы           | Хотинский район Черновицкой области Украины |
| Пригородок       | село    | Пригородок           | Хотинский район Черновицкой области Украины |
| Рашков           | село    | Рашков               | Хотинский район Черновицкой области Украины |
| Рукшин           | село    | Рукшин               | Хотинский район Черновицкой области Украины |
| Чепоносы         | село    | Чепоносы             | Хотинский район Черновицкой области Украины |

## Секурянская волость
| Населённый пункт           | Статус   | Современное название | Современная территориальная принадлежность    |
| -------------------------- | -------- | -------------------- | --------------------------------------------- |
| Барладяны                  | село     | Бырлэдень            | Окницкий район Молдавии                       |
| Белоусовка (владельческая) | село     | Белоусовка           | Сокирянский район Черновицкой области Украины |
| Белоусовка (казённая)      | село     | Белоусовка           | Сокирянский район Черновицкой области Украины |
| Василиуцы                  | село     | Василевка            | Сокирянский район Черновицкой области Украины |
| Волошков                   | село     | Волошков             | Сокирянский район Черновицкой области Украины |
| Гвоздоуцы                  | село     | Гвоздовцы            | Сокирянский район Черновицкой области Украины |
| Гриноуцы                   | село     | Гриноуцы             | Окницкий район Молдавии                       |
| Клокушна                   | село     | Клокушна             | Окницкий район Молдавии                       |
| Коболчин                   | село     | Коболчин             | Сокирянский район Черновицкой области Украины |
| Ломачинцы                  | село     | Ломачинцы            | Сокирянский район Черновицкой области Украины |
| Мигалашаны                 | село     | Михэлэшень           | Окницкий район Молдавии                       |
| Михалково                  | село     | Михалково            | Сокирянский район Черновицкой области Украины |
| Ожево                      | село     | Ожево                | Сокирянский район Черновицкой области Украины |
| Окница                     | село     | Окница               | Окницкий район Молдавии                       |
| Распопинцы                 | село     | Раскопинцы           | Сокирянский район Черновицкой области Украины |
| Секуряны                   | местечко | Сокиряны             | Сокирянский район Черновицкой области Украины |
| Ходороуцы                  | село     | Хэдэрэуць            | Окницкий район Молдавии                       |
| Секуряны                   | село     | Сокиряны             | Сокирянский район Черновицкой области Украины |

## Сталинештская волость
| Населённый пункт       | Статус | Современное название | Современная территориальная принадлежность     |
| ---------------------- | ------ | -------------------- | ---------------------------------------------- |
| Балкауцы               | село   | Балковцы             | Новоселицкий район Черновицкой области Украины |
| Белоуцы                | село   | Беловцы              | Хотинский район Черновицкой области Украины    |
| Гиждев (владельческое) | село   | Яровка               | Хотинский район Черновицкой области Украины    |
| Гиждев (казачье)       | село   | Яровка               | Хотинский район Черновицкой области Украины    |
| Думены                 | село   | Думены               | Новоселицкий район Черновицкой области Украины |
| Костычены              | село   | Костичаны            | Новоселицкий район Черновицкой области Украины |
| Кошуляны               | село   | Кошуляны             | Новоселицкий район Черновицкой области Украины |
| Мамалыга               | село   | Мамалыга             | Новоселицкий район Черновицкой области Украины |
| Михайловка             | село   | Михайловка           | Кельменецкий район Черновицкой области Украины |
| Негринцы               | село   | Негринцы             | Новоселицкий район Черновицкой области Украины |
| Несвоя                 | село   | Несвоя               | Новоселицкий район Черновицкой области Украины |
| Стальнешты             | село   | Стальновцы           | Новоселицкий район Черновицкой области Украины |
| Сынжерь                | село   | Жиловка              | Новоселицкий район Черновицкой области Украины |
| Форосна                | село   | Форосна              | Новоселицкий район Черновицкой области Украины |
| Шендряны               | село   | Драница              | Новоселицкий район Черновицкой области Украины |
| Щербинцы               | село   | Щербинцы             | Новоселицкий район Черновицкой области Украины |